# Tony Johnson
Philip Anthony "Tony" Johnson (ur. 16 listopada 1940 w Waszyngtonie) – amerykański wioślarz, srebrny medalista olimpijski.

## Kariera
Wystąpił na igrzyskach olimpijskich w Rzymie w 1964, gdzie zajął dziesiąte miejsce w dwójkach bez sternika. Na rozgrywanych cztery lata później igrzyskach olimpijskich w Meksyku wspólnie z Larrym Houghem zdobył w tej konkurencji srebrny medal. W finale o 0,15 sekundy przegrali z osadą NRD, a o 5,13 sekundy pokonali osadę Danii.
W dwójkach bez sternika zdobył również złoty medal na igrzyskach panamerykańskich w Winnipeg (1967). 
Ponadto zwyciężał w tej konkurencji na mistrzostwach Europy w Vichy (1967) i mistrzostwach Europy w Klagenfurcie (1969), a na mistrzostwach Europy w Duisburgu (1965) zajął trzecie miejsce w ósemkach.
Kształcił się na Syracuse University. Kilkukrotnie zdobywał mistrzostwo kraju: w dwójkach bez sternika w latach 1963, 1965, 1967 i 1968, dwójkach ze sternikiem w 1967 oraz w ósemkach w 1965. Po zakończeniu kariery został trenerem wioślarstwa na Uniwersytecie Yale